# Siri Tollerød
Siri Tollerød (18 de agosto de 1987) es una modelo noruega.

## Primeros años y carrera
Tollerød comenzó el colegio a los 7 años.  Siempre fue muy activa en cuanto al deporte. Tiene una hermana pequeña llamada Susanne.
Fue descubierta por Donna Ioanna mientras hacía compra navideña en H&M en el centro comercial de Sørlandssenteret. Tollerød fue a Milán en septiembre de 2006 para comenzar a modelar. Pronto volvería a su ciudad natal para ganarse el graduado escolar.  Inmediatamente después firmó con Trump Models y fue fotografiada por Vogue Italia.
Se mudó a Nueva York en abril de 2007 y ese mismo año apareció en una campaña de DKNY, abrió y cerró los eventos de D&G, y fue portada de 10, fue fotografiada para Prada Sport por Steven Meisel. En octubre de 2009, Tollerød firmó con DNA Model Management.
Tollerød ha trabajado con fotógrafos como Steven Meisel, Karl Lagerfeld, Steven Klein y Ellen von Unwerth. Sus portadas incluyen las revistas Vogue, French Revue de Modes, Elle y otras.  Ha aparecido en editoriales para Dazed & Confused, Numéro, V, Harpers Bazaar, W, Allure, Elle, y varias ediciones internacionales de Vogue.
Ha modelado para Dolce & Gabbana, Christian Lacroix, Louis Vuitton, Calvin Klein, Chanel and Prada.  Es una de las modelos favoritas de Karl Lagerfeld.
Ha figurado en campañas de Barneys New York, Bergdorf Goodman, DKNY, Gap, John Galliano, Max Mara, Miu Miu, PradaSportmax, Valentino y White House Black Market.  Tollerød fue el rostro de la fragancia de Valentino, Rock 'n Dreams, y de la de Gwen Stefani, World of Harajuku Lovers. En Brasil ha sido el rostro de muchas campañas de Victor Hugo.
Tollerød también protagonizó una película sobre la moda en 2011. "Matchstick Girl".